# Christopher Alan Bayly
Sir Christopher Alan Bayly, FBA, FRSL (18 mei 1945 – 18 april 2015) was een Britse historicus die zich specialiseerde in de Britse imperiale, Indiase en wereldgeschiedenis. Van 1992 tot 2013 was hij hoogleraar imperiale en maritieme geschiedenis aan de Universiteit van Cambridge.

## Biografie
Bayly kwam uit het Engelse dorp Tunbridge Wells, waar hij ook school liep. Hij studeerde aan Balliol College in Oxford en behaalde een Bachelor of Arts. Daarna bleef hij aan de Universiteit van Oxford en volgde een postdoctorale studie aan het St Antony's College in Oxford. Hij behaalde zijn doctoraat in 1970 met een proefschrift getiteld The development of political organization in the Allahabad locality, 1880–1925 onder leiding van John Andrew Gallagher. Dit proefschrift vormde de basis voor zijn latere werk over de interactie tussen Britse koloniale bestuurders en lokale Indiase elites, waarin hij aantoonde hoe imperialistische structuren zowel stabiliteit als verzet konden genereren.
Bayly was van 1992 tot 2013 hoogleraar imperiale en maritieme geschiedenis aan de Universiteit van Cambridge. Hij was ook een trustee van het British Museum. In 2007 volgde hij Sir John Baker op als voorzitter van St Catharine's College in Cambridge. Bayly werd ook directeur van het Centrum voor Zuid-Aziatische Studies in Cambridge. Hij was mede-redacteur van The New Cambridge History of India en zat in de redactieraad van verschillende academische tijdschriften. Hij maakte ook deel uit van de eerste jury voor de sociale wetenschappen voor de Infosys-prijs in 2009.
In 1990 werd Bayly verkozen tot Fellow van de British Academy (FBA). In 2004 werd hem de Wolfson History Oeuvre Prize toegekend voor zijn vele bijdragen aan het vakgebied. Tijdens de Queen's Birthday Honours van 2007 werd bekendgemaakt dat hij was benoemd tot Knight Bachelor 'voor zijn diensten aan de Geschiedenis'.  Toen hij op de hoogte werd gebracht van de riddertitel, verklaarde hij: "Ik beschouw dit niet alleen als een grote persoonlijke eer, maar als historicus van India ook als een erkenning van het groeiende belang van de geschiedenis van de niet-westerse wereld."
Bayly was getrouwd met Susan Bayly, hoogleraar historische antropologie aan de Universiteit van Cambridge.  Bayly stierf op 18 april 2015 in Chicago. In 2016 werd Bayly de eerste persoon die postuum de Toynbee Prize voor wereldgeschiedenis ontving.  Na Bayly's dood stelde de Royal Asiatic Society ter ere van hem de jaarlijkse 'Bayly Prize' in voor een onderscheiden doctoraalscriptie over een Aziatisch onderwerp. 

## Britse Rijk en imperialisme
Bayly’s werk over het Britse imperialisme legt sterk de nadruk op de ideologische en politieke transformaties binnen het rijk. Hij betoogde dat het imperialisme tussen 1880 en 1920 steeds conservatiever werd, waarbij Britse bestuurders, zoals Lord Curzon en Lord Milner, een beleid van indirect bestuur en paternalistische bescherming van traditionele elites propageerden. Dit was in contrast met eerdere liberale idealen, die na de Indiase Opstand van 1857 grotendeels werden verlaten. Deze nieuwe conservatieve koers verbond zich met de belangen van blanke nederzettingskolonies, zoals Zuid-Afrika, wat resulteerde in een structurele onderdrukking van inheemse bevolkingen en een versterking van rassenscheiding en economische exploitatie. Tegelijkertijd merkte hij op dat het imperialisme niet alleen een eenzijdige oplegging van macht was, maar ook ruimte bood voor de vorming van antikoloniale bewegingen, zoals het Indiase nationalisme en het panislamisme.
Wat betreft de periode van dekolonisatie (1945-1955), stelde Bayly dat de snelle ontmanteling van het Britse Rijk niet louter economisch gedreven was, maar ook het resultaat van een veranderende geopolitieke realiteit en ideologische heroriëntatie. De overwinning van de Britse socialistische partij Labour in 1945 speelde hierbij een cruciale rol, omdat veel politici van Labour geloofden dat gecontroleerde overdracht van macht de beste strategie was om communisme en radicale nationalistische bewegingen te voorkomen.
Op mondiaal niveau zag Bayly het imperialisme als een cyclisch en veelzijdig fenomeen, dat niet alleen door Europese mogendheden werd beoefend, maar ook door premoderne rijken en niet-westerse machten. Hij benadrukte dat het imperialisme historische verbanden legde tussen verschillende delen van de wereld en dat de erfenissen ervan tot op de dag van vandaag zichtbaar zijn, zowel in geopolitieke conflicten als in sociaal-economische ongelijkheden. Terwijl Bayly de morele misstanden van het Britse imperialisme, zoals de slavenhandel en de repressie van inheemse bevolkingen, erkent en betreurt, wijst hij erop dat het imperialisme als geheel een complex en veelzijdig fenomeen was. Hij stelt dat het belangrijk is de episodes van genocide en uitbuiting te betreuren, zonder het imperialisme tout court te hekelen "as occurred in the old Communist regimes or in some parts of American academia today [2007]."

## Geselecteerde bibliografie
- The Local Roots of Indian Politics: Allahabad, 1880–1920 (1975)
- Rulers, Townsmen and Bazaars: North Indian Society in the Age of British Expansion, 1770–1870 (1983)
- Indian Society and the Making of the British Empire (1988)
- Imperial Meridian: The British Empire and the World, 1780–1830. London and New York: Longman (1989)
- Empire and Information: Intelligence Gathering and Social Communication in India, 1780–1870 (1996)
- Origins of Nationality in South Asia: Patriotism and Ethical Government in the Making of Modern India (1997)
- The Birth of the Modern World: 1780–1914 (2004)
- Bayly, Christopher, Harper, Timothy (2005). Forgotten Armies: The Fall of British Asia, 1941–1945. Harvard University Press. ISBN 978-0-674-01748-1.
- Bayly, Christopher, Harper, Timothy (2007). Forgotten Wars: Freedom and Revolution in Southeast Asia. Harvard University Press. ISBN 978-0-674-02153-2.
- Bayly, Christopher Alan (2012). Recovering Liberties: Indian Thought in the Age of Liberalism and Empire. Cambridge University Press. ISBN 978-1-139-50518-5.
- Remaking the Modern World, 1900-2015: Global Connections and Comparisons (2018)